# Sugar (grupo)
Sugar (hangul: 슈가, japonés: シュガー) fue un grupo femenino surcoreano formado por Starworld en 2001. La formación final del grupo estuvo compuesta por Ahyoomee, Hye Seung y Lee Ha-rin. Hwang Jung-eum se fue del grupo en 2004, y Park Soo-jin en mayo de 2006, varios meses antes de que el grupo se disolviese en diciembre de ese mismo año.
Durante su carrera, el grupo tuvo un éxito moderado en Corea del Sur y lanzó múltiples canciones en Japón. Sus sencillos japoneses "Take It Shake It" y "Real Identity", fueron, en particular, las canciones principales de la banda sonora de Kaleido Star.
El grupo se disolvió oficialmente después de que su contrato con la compañía expirara en diciembre de 2006, mientras que sólo Ahyoomee mantuvo su carrera con Starworld hasta 2007.

## Historia
Sugar hizo su primera aparición pública en un programa musical en diciembre de 2001, con el sencillo pre-debut "Sweet Love". El grupo luego lanzó su álbum debut, Tell Me Why, con el sencillo "Tell Me Why" el 13 de marzo de 2002. Los fans compararon a Sugar con los grupos femeninos M.I.L.K. y Shinvi por sus estilos musicales e imágenes similares. Muchos grupos femeninos durante este tiempo sólo lanzaron un álbum antes de abandonar el mercado musical. Sin embargo, Sugar regresó en 2003 con el lanzamiento de su segundo álbum, Shine, el 18 de junio. La miembro Sae Byul cambió su nombre artístico a Hye Seung (su nombre real) antes de su regreso.
Sugar hizo su debut oficial en Japón con el lanzamiento de su primer álbum titulado Double Rainbow, con el primer sencillo "Go the Distance" el 4 de febrero de 2004. Posteriormente, en marzo y julio, los sencillos principales del álbum fueron utilizados como banda sonora del anime Kaleido Star. El álbum entró en las listas y tuvo un éxito moderado.
Sugar lanzó su segundo álbum coreano de cinco estrellas titulado Secret el 6 de octubre de 2004. Después del lanzamiento, la miembro Jungeum decidió abandonar el grupo y seguir con su carrera en solitario en diciembre de 2004. Tras la marcha de Jungeum, la nueva integrante Lee Ha-rin se añadió al grupo para reemplazar a Jung Eum en enero de 2005. Con la nueva formación, Sugar lanzó su cuarto sencillo japonés, una balada titulada "Heartful", el 16 de febrero. Seis meses después, Sugar lanzó su quinto sencillo japonés titulado "Sunflower / Loveaccele". Logró alcanzar el puesto #29 en el Oricon y permaneció en las listas durante 7 semanas.
Sugar lanzó su tercer álbum coreano Sweet Lips en septiembre de 2005. Ese mismo año, lanzaron su segundo álbum japonés, Colors 4 Wishes el 2 de noviembre. Luego, la miembro Soojin anunció su salida de Sugar para seguir su carrera como actriz en mayo de 2006. Después de su partida, Sugar lanzó un DVD titulado "7 STARS", que contenía todos sus videos musicales japoneses. En julio de 2006, la miembro Ahyoomee comenzó su carrera en solitario, pero permaneció en el grupo.
El 20 de diciembre de 2006, el contrato del grupo con Starworld expiró, y se anunció a través de KBS World Radio la disolución del grupo. Se afirmó que cada una de las integrantes quería emprender carreras en solitario y que la compañía decidió no renovar su contrato con los integrantes. Ahyoomee continuó bajo Starworld hasta 2007. Hye Seung planeaba convertirse en actriz, mientras que Harin aspiraba a comenzar una carrera musical en Japón.

## Miembros
- Ahyoomee (2001-2006)
- Hye Seung (2001-2006)
- Lee Ha-rin (2005-2006)
- Park Soo-jin (2001-2006)
- Hwang Jung-eum (2001-2004)

## Discografía

### Álbumes de estudio
| Título                                          | Detalles del álbum                                                                     | Posiciones máximas en los gráficos | Posiciones máximas en los gráficos | Ventas        |
| Título                                          | Detalles del álbum                                                                     | COR                                | JPN                                | Ventas        |
| Coreano                                         | Coreano                                                                                | Coreano                            | Coreano                            | Coreano       |
| ----------------------------------------------- | -------------------------------------------------------------------------------------- | ---------------------------------- | ---------------------------------- | ------------- |
| Tell Me Why                                     | - Lanzamiento: 13 de marzo de 2002 - Etiqueta: Starworld - Formato: CD, casete         | —                                  | —                                  |               |
| Shine                                           | - Lanzamiento: 16 de junio de 2003 - Etiqueta: Starworld - Formato: CD, casete         | 19                                 | —                                  | - COR: 36,899 |
| Sweet Lips                                      | - Lanzamiento: 22 de septiembre de 2005 - Etiqueta: Starworld - Formato: CD, casete    | 21                                 | —                                  | - COR: 7,806  |
| Japonés                                         |                                                                                        |                                    |                                    |               |
| Double Rainbow                                  | - Lanzamiento: 4 de febrero de 2004 - Etiqueta: Toy's Factory - Formato: CD, casete    | —                                  | —                                  |               |
| Colors 4 Wishes                                 | - Lanzamiento: 14 de noviembre de 2005 - Etiqueta: Toy's Factory - Formato: CD, casete | —                                  | 138                                |               |
| "—" indica que el álbum no entró en las listas. |                                                                                        |                                    |                                    |               |

### Álbumes sencillo
| Título | Detalles del álbum                                                      | Posiciones máximas en los gráficos | Ventas       |
| Título | Detalles del álbum                                                      | COR                                | Ventas       |
| ------ | ----------------------------------------------------------------------- | ---------------------------------- | ------------ |
| Secret | - Lanzamiento: 6 de octubre de 2004 - Etiqueta: Starworld - Formato: CD | 25                                 | - COR: 5,148 |

### Sencillos
| Título                                                     | Año  | Posiciones máximas en los gráficos | Álbum           |
| Título                                                     | Año  | JPN                                | Álbum           |
| ---------------------------------------------------------- | ---- | ---------------------------------- | --------------- |
| "Go The Distance"                                          | 2004 | —                                  | Double Rainbow  |
| "All My Loving / サクラ列車"                               | 2004 | 40                                 | Double Rainbow  |
| "風と花束 / Present / Heart & Soul"                        | 2004 | 32                                 | Colors 4 Wishes |
| "Heartful"                                                 | 2005 | —                                  | Colors 4 Wishes |
| "ひまわり / Loveaccele"                                    | 2005 | 29                                 | Colors 4 Wishes |
| "—" indica los lanzamientos que no entraron en las listas. |      |                                    |                 |

## Premios
| Año  | Premios                                       |
| ---- | --------------------------------------------- |
| 2002 | SBS Music Awards: Premio Choice               |
| 2004 | SBS Music Awards: Premio al Mejor Baile       |
| 2004 | Mnet Asian Music Awards: Mejor Video Femenino |